# Pavillon Gérard-Bisaillon
Le pavillon Gérard-Bisaillon est l'un des bâtiments de l'Université Laval, à Québec.

## Description
Le pavillon Gérard-Bisaillon est la centrale d'énergie du campus.  Il abrite le Comité d'aménagement et de mise en œuvre (CAMEO) et le Service des immeubles. 
Construit en 1954, il a été nommé en l’honneur de Gérard Bisaillon (né le 15 mars 1917 à Montréal, mort le 17 septembre 1990).  Gérard Bisaillon est un ingénieur employé de l’Université Laval de 1957 à 1985, occupant notamment les postes de surintendant des terrains et bâtiments, puis de directeur du Service des terrains et des bâtiments.

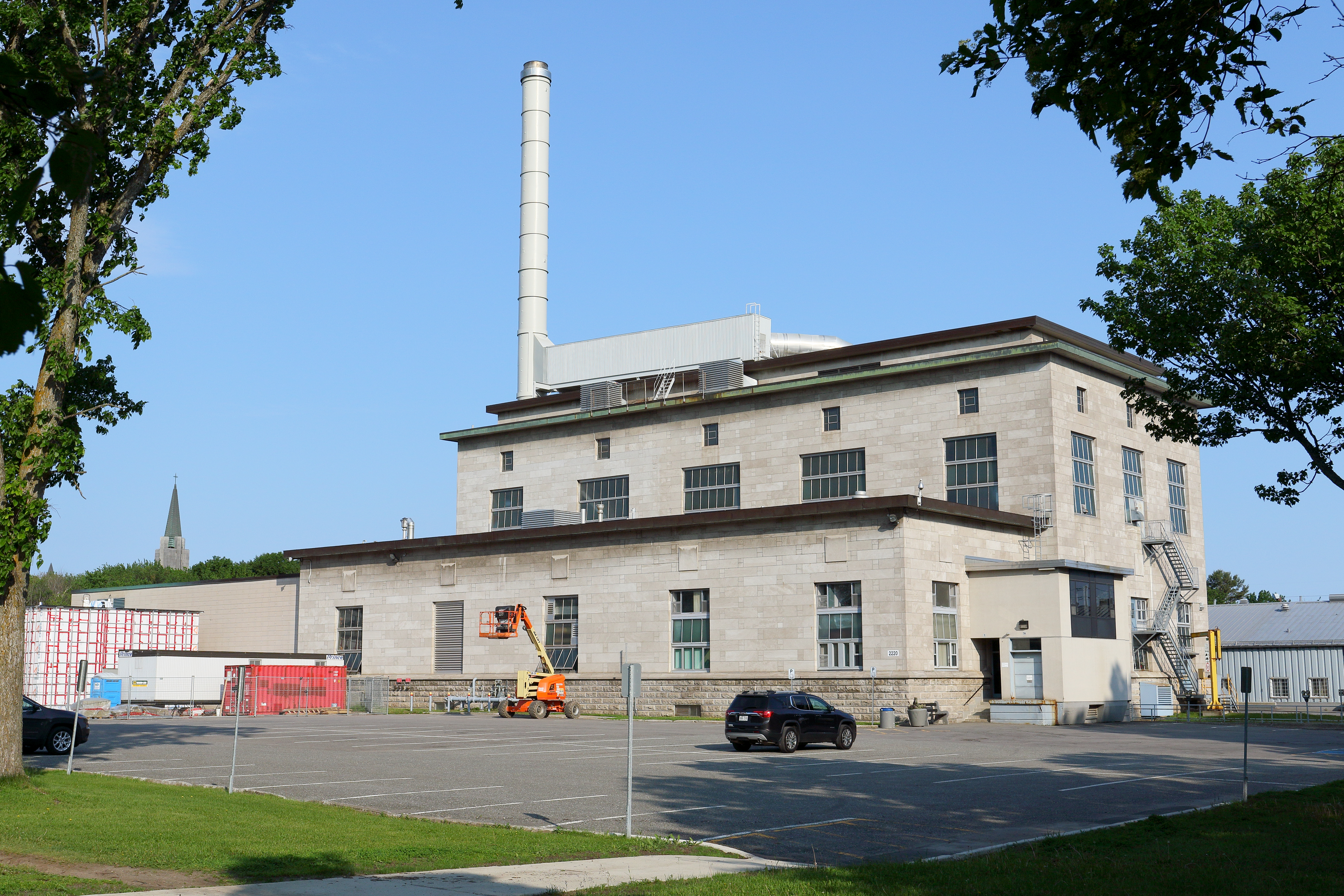
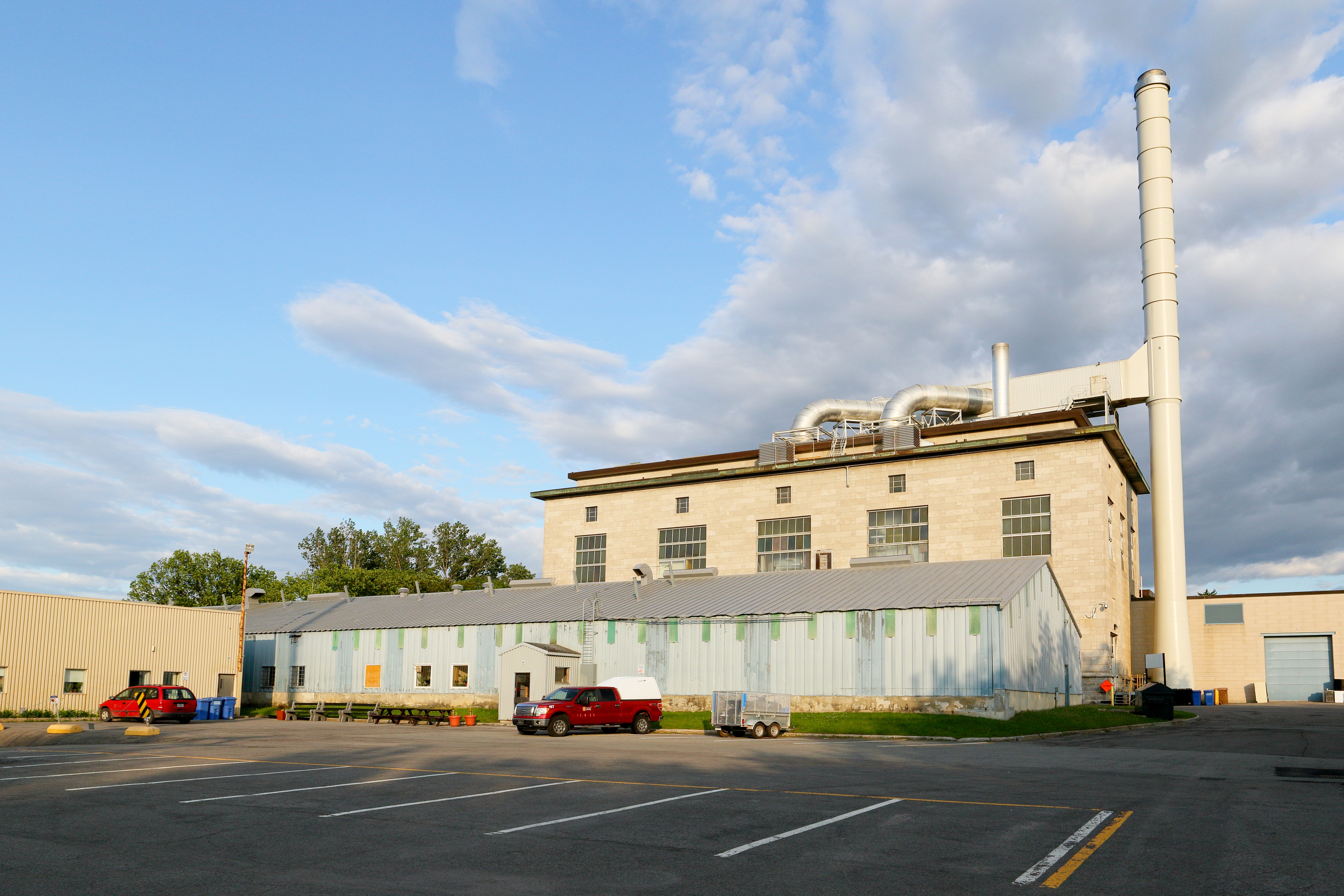
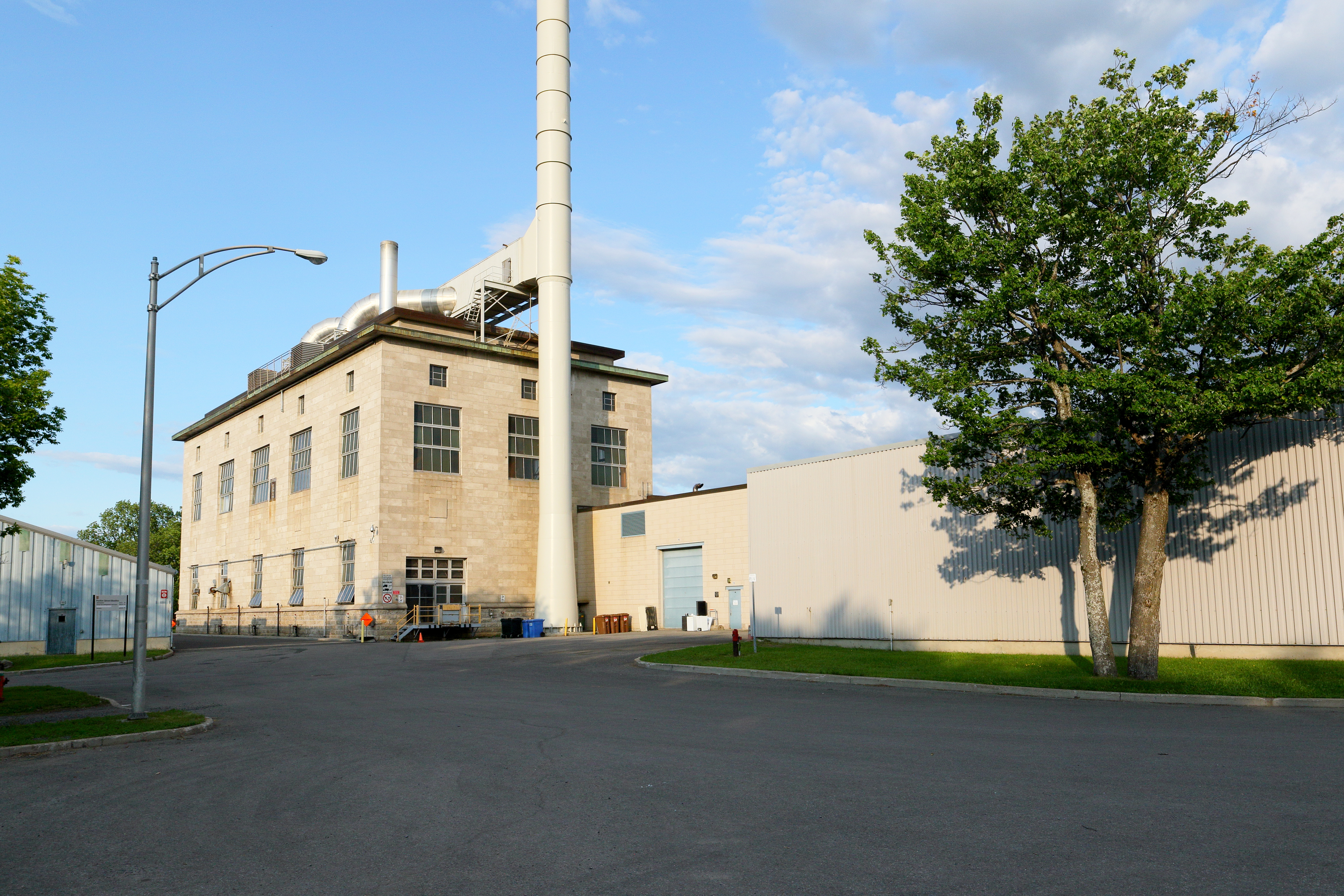
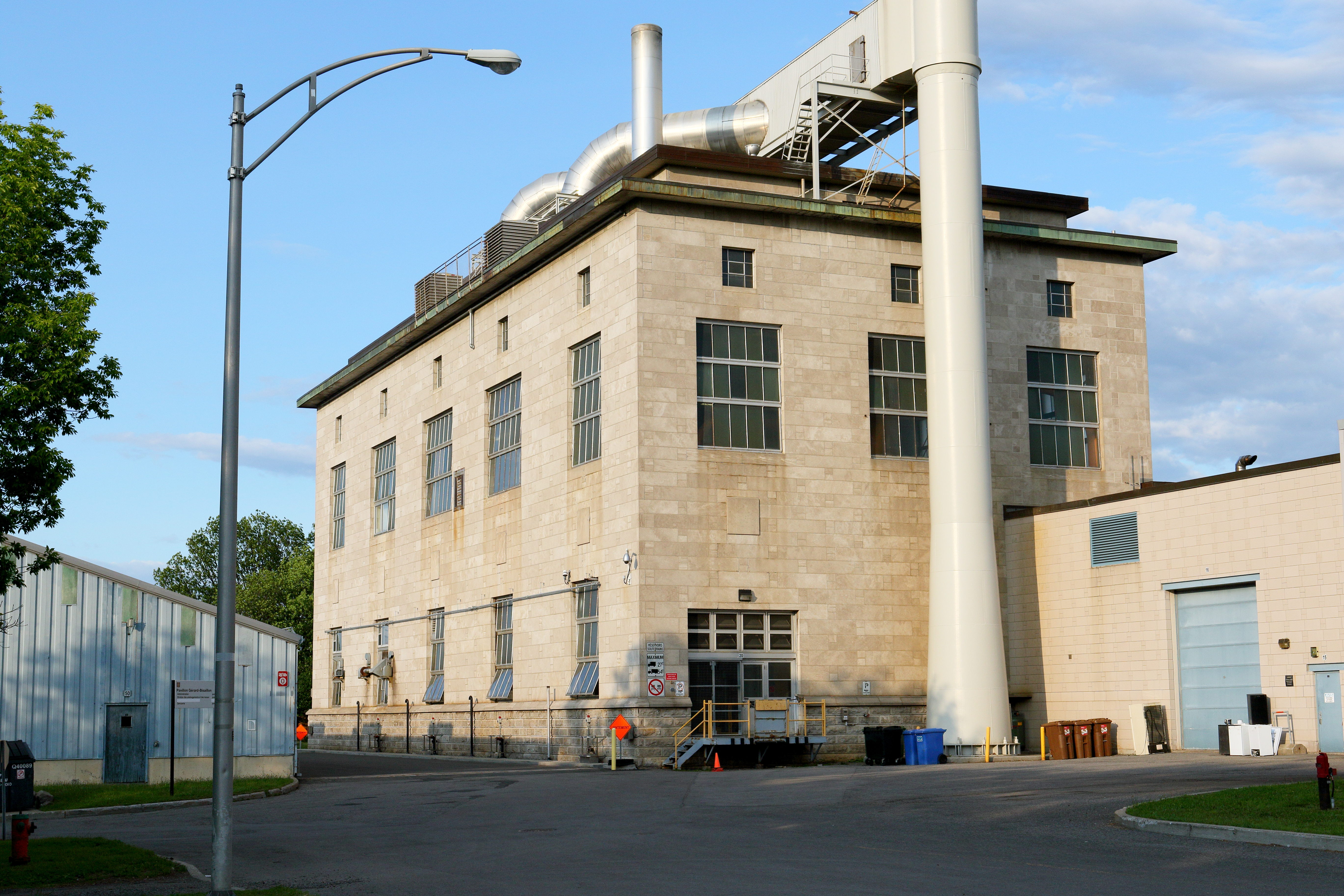